# Амангельды (Курмангазинский район)
Амангельды (каз. Аманкелді, до 2007 г. — Богатое) — село в Курмангазинском районе Атырауской области Казахстана. Входит в состав Бирликского сельского округа. Код КАТО — 234639200.

## Население
В 1999 году население села составляло 366 человек (184 мужчины и 182 женщины). По данным переписи 2009 года, в селе проживало 427 человек (212 мужчин и 215 женщин).